# La Soupe à la fourchette
La Soupe à la fourchette est un roman de Jean Anglade publié en 1994.

## Résumé
En 1943, Léonce et Louise, fermiers près de Murat, dans le Cantal, recueillent la marseillaise Zénaïde, 9 ans, anémique. Ils lui font manger de la soupe au fromage à la fourchette. Elle s'éprend du petit-fils Adrien. En août 1945, elle repart, mais garde contact. En 1956, Adrien est appelé 6 mois en Algérie et passe la voir. À son retour, elle est partie. Il rentre dans le Cantal et vit avec son souvenir.